# Șinca Nouă
Șinca Nouă è un comune della Romania di 1677 abitanti, ubicato nel distretto di Brașov, nella regione storica della Transilvania.
Il comune è formato dall'unione di 2 villaggi: Șinca Nouă, situata nella valle omonima sulla strada nazionale DN73A, che collega la città di Predeal con Șercaia, e  Paltin ad est del capoluogo in una valle secondaria.

## Monumenti e luoghi di interesse

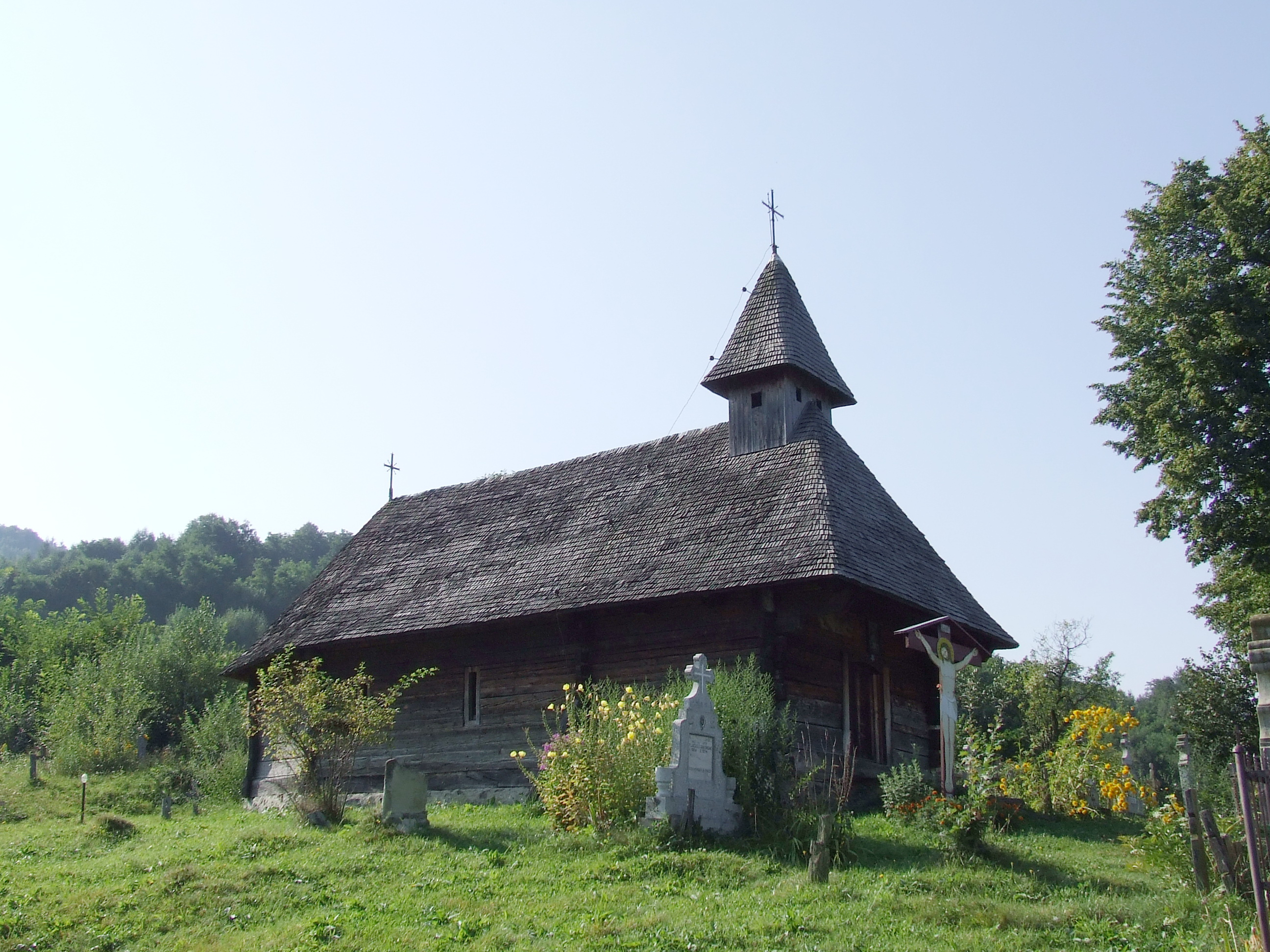
Chiesa di Legno di Sinca Noua

### Chiesa sulla collina
La chiesa in legno di Șinca Nouă, conosciuta dalla gente del posto come la chiesa sulla collina, fu costruita intorno al 1760 su una costruzione più antica e ricordata nel 1644. La chiesa è il centro spirituale attorno al quale si formò il villaggio nel XVIII secolo quando,  a causa delle persecuzioni austriache contro l'ortodossia, gli abitanti di Șinca fuggirono sulle montagne ed è quindi l'unica chiesa della regione sfuggita alla devastazione dal generale Bucow, per il semplice fatto che non la trovò. La chiesa è un monumento storico ed è stata restaurata nel 1927 e 1997 e nuovamente santificata nel 1998. Sulla piccola torre è installata la campana scampata nei secoli e che gli abitanti hanno portato dal vecchio villaggio.

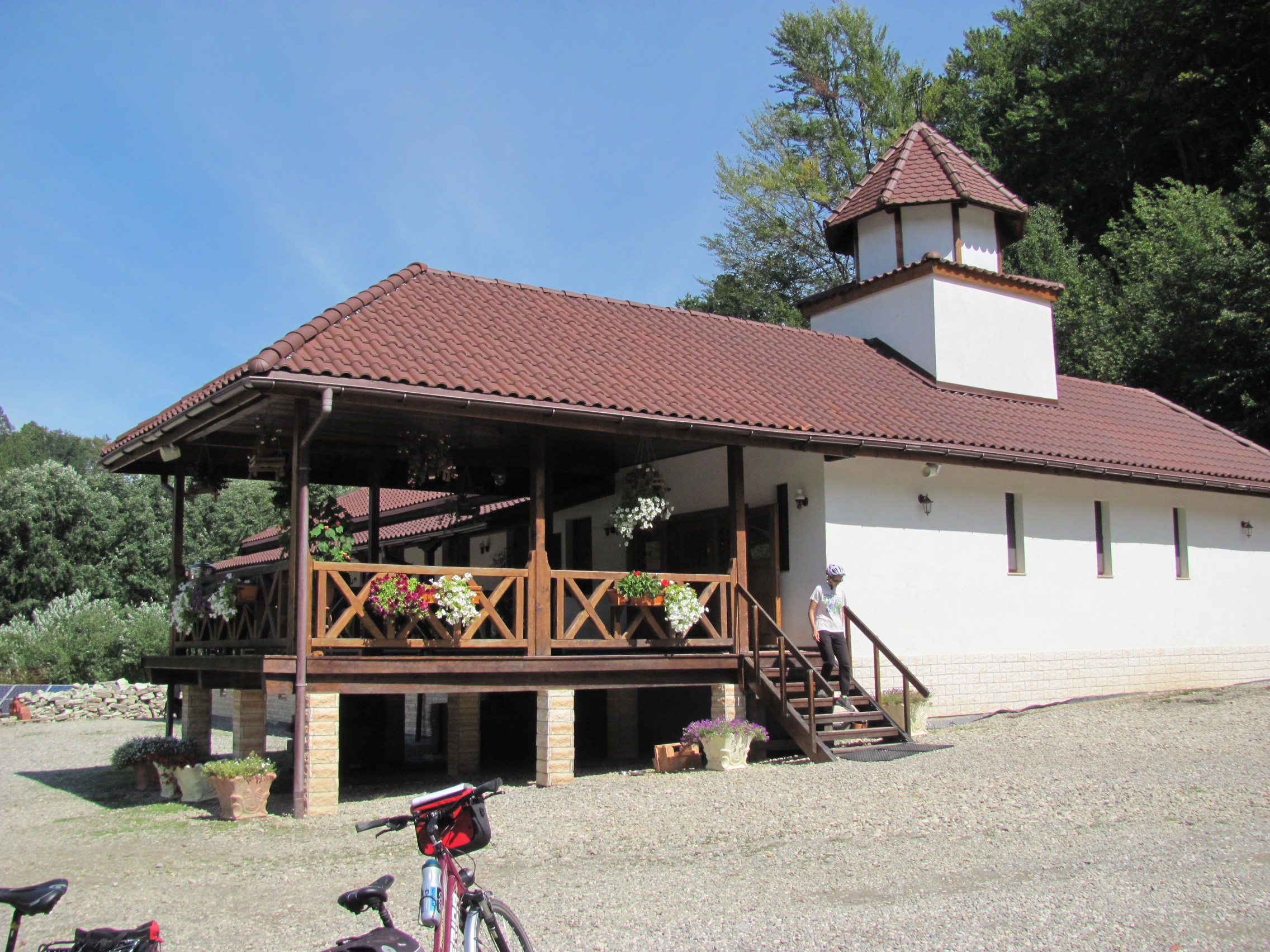
Monastero Șinca Nouă

### Monastero di Șinca Nouă
A circa 2 chilometri dal centro abitato sorge un monastero fondato nel 2009 grazie all'impegno del comune e al contributo degli abitanti del villaggio. La nuova chiesa è stata costruita sul sito di un antico monastero e gli scavi archeologici hanno portato alla luce le fondamenta della chiesa, risalente ai secoli XVII e XVIII.
A Paltin è singolare la chiesa di San Pantaleone di Nicomedia  dall'architettura vagamente bizantina ma con il tetto e le guglie con i tetti spioventi di losa.